# قلعة بهلاء
قلعة بهلاء تقع في محافظة الداخلية في ولاية بهلا. من القلاع الهامة بسلطنة عمان والتي تم إدراجها ضمن قائمة التراث العالمي وتقع في محافظة الداخلية من ولاية بهلاء وتعتبر أول المناطق الداخلية التي أدرجت ضمن التراث العالمي واعتمدته منظمة اليونسكو كمحمية ثقافية في سلطنة عمان بتاريخ 29\12\1987 في دورتها الثانية عشر والمنعقدة في البرازيل وتضم المحمية واحة بهلاء بأسواقها التقليدية وحاراتها القديمة ومساجدها الأثرية وسورها الذي يبلغ طوله ما يقارب 13 كلم ويعود تاريخ بنائه إلى فترة ما قبل الإسلام.
يعود تاريخ القلعة للألف الثالث قبل الميلاد، وقد ارتبطت بالعديد من الحضارات القديمة في بلاد ما بين النهرين وبلاد فارس. ومن الواضح أن سور بهلا، بشرفاته واستحكاماته وفتحات إطلاق النار وبيوت الحراس، كان قد صمم لأغراض الدفاع وللقيام بدور الحدود أيضاً، فقد كان موقعه الإستراتيجي بين التلال والسلاسل الجبلية ووقوعه على وادٍ هام يشكلان عقبة على الطريق الممتدة بين عبري ونزوى اللتين كانتا تتسمان بالأهمية في العصور القديمة وفي الفترة السابقة لانبلاج فجر الإسلام، وكان هذا الموقع يحمي الطريق المؤدية إلى الشرق من عمليات التسلل من الجنوب. ولعل حصن بهلا كان من بين أقدم الحصون المسورة، وربما كان يوجد خط دفاعي عند هذه النقطة بين التلال خلال فترة الهجرات الأولى.
تجثم قلعة بهلا في تلة مرتفعة متوسطة واحة النخيل مما يزيد هذه القلعة الطينية العملاقة شموخا وعلوا، والقلعة هي عبارة عن مبنى مثلث الشكل تقريباً تبلغ واجهتها الجنوبية حوالي 112.5 م في حين تبلغ الواجهة الشرقية لها حوالي 114م ويبلغ طول السور الشمالي الغربي المقوس حوالي 135م في مداه من البرج الشمالي حتى برج الريح، ويعود تاريخ بناء قلعة بهلا إلى فترات متفاوتة من الزمن فمنها ما يعود إلى ما قبل الإسلام وتحديدا الجزء الشرقي الشمالي من القلعة وهو ما يعرف ب (القصبة)، أما الجزء الشرقي الجنوبي يعود بنائه إلى عصر الدولة النبهانية هذه الأسرة التي حكمت عمان زهاء خمسة قرون، أما بيت الجبل الكائن في الزاوية القريبة من شمال الحصن فقد تم بناؤه في العقد الأخير من القرن الثاني عشر الهجري القرن الثامن عشر الميلادي، في حين إن بيت الحديث تم بناؤه في منتصف القرن الثالث عشر الهجري التاسع عشر الميلادي.
والقلعة مبنية بالطين ويندر استخدام الصاروج بها عدا بعض الأجزاء البسيطة منها، ومما يميز قلعة بهلا مساحتها الكبيرة والتلة التي تغطيها مما أكسبها لقب أكبر وأقدم القلاع العمانية، والقلعة في الوسط مفتوحة على السماء نظرا لكونها تحيط بتلة صخرية كبيرة، وهي كسور الواحة لا يعرف تاريخ لبنائها، إلا أننا نجد أن التأريخ المعماري لهذه القلعة التي تعتبر من أقدم القلاع العمانية مزيج من عدة فترات تأريخية ممتدة من عصور ما قبل الإسلام وحتى عهود قريبة، لذا فان تلك التداخلات المعمارية والتأثيرات الخارجية في عمارة قلعة بهلا والأثار المكتشفة بها أكسبها أهمية كبيرة خلافا للعديد من القلاع العمانية، وبالقلعة حوالي سبعة أبار، وخمسة أبراج، وهي تتكون من ثلاثة أجزاء رئيسية تقريبا حسب المتعارف عليه؛ إلا أننا نجد تضاربا من مصدر لآخر في تحديد مواقع هذه الأجزاء من القلعة حتى في أفضل الدراسات التي أجريت حول قلعة بهلا والتي تم نشرها، وبعد البحث والتقصي والاطلاع المباشر فإننا نحدد هذه الأجزاء كما يلي:
أولا الجزء القديم أو القلعة القديمة وتعرف بالقصبة وهي أقدم أجزاء قلعة بهلا، وتقع في الزاوية الجنوبية الشرقية، وتأخذ الشكل المستطيل تقريبا، وإذا نظرنا اليه منفردا عن باقي الأجزاء نلحظ استقلاله بدفاعاته فهو مزود بأبراج في ثلاث زوايا وله بوابة من جهة الشرق هي البوابة القديمة للقلعة والتي تم إغلاقها في زمن النباهنة، ويُرجع البعض هذا الجزء للعصر النبهاني ويرجعه الكثيرون إلى عهد التواجد الفارسي في عمان قبل الإسلام، ولا نستبعد ذلك فكما ذكرنا سابقا فان للفرس تواجد في سلوت القريبة من بهلا، ولذا ليس من المستبعد إنشاؤهم لهذه القلعة للسيطرة على الواحة التي تتحكم في المعبر المؤدي غربا إلى مواقع مهمة في عبري وشمالا إلى مناطق أخرى.
الجزء الثاني من القلعة هو بيت الجبل الذي يأخذ امتداد الزاوية الجنوبية الغربية، ويرجع تاريخ إنشائه للقرن 12هـ / 18م، ويقع برج الريح في الطرف الجنوبي من هذا الجزء من القلعة.
الجزء الثالث هو البيت الحديث الممتد بين القصبة وبيت الجبل، ويعود البيت الحديث لمنتصف القرن 13هـ / 19م، وكانت أعمال الترميم التي قامت بها الوزارة قد كشفت عن مزيد من الغرف المدفونة بأكملها في طابقه السفلي، وبه العديد من الغرف والمنشآت الخدمية.
يقع المدخل الحالي للقلعة أو ما يعرف بالصباح بين هاذين الجزئين من القلعة أي بين بيت الجبل وبيت الحديث مزود بفتحات علوية لصب الزيت أو الماء أو العسل المغلي، ويحوي الصباح مصاطب لجلوس الحرس الذين يصطفون على جانبي الصباح من الداخل.

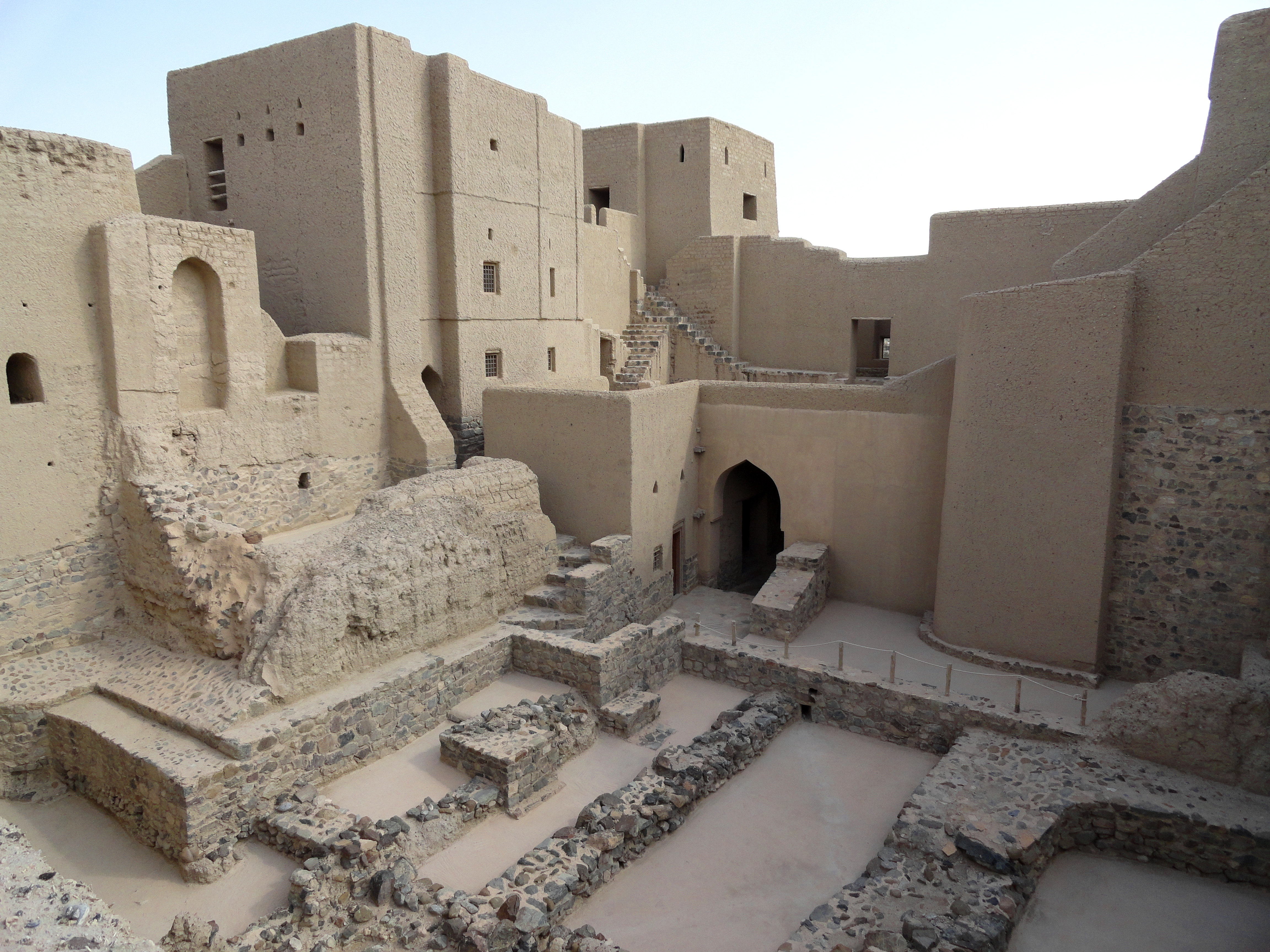
قلعة بهلاء

هذا بالإضافة إلى إنشاءات أخرى جهة الشمال من القلعة تمثل أسوار دعمت ببرجين، ومبانٍ أخرى من هذه الناحية تمثل سجون ومرابط للخيل، وقد اتخذ حكام النباهنة من هذه القلعة مقراً لإقامتهم عندما كانت بهلا عاصمة لعمان في بعض فترات حكمهم. ولعل قرب القلعة الواضح من المنازل المحيطة بها والسور الوحيد الذي يضمها جعلها عرضة لمخاطر مشتركة أثناء محاولات الهجوم على القلعة في فترات الحروب.
وقد كشفت الحفريات التي أجرتها وزارة التراث والثقافة بقلعة بهلا في عامي 1993م و1997م عن نتائج مهمة، سواء من حيث القدم التي تمثله القطع المكتشفة وأهميتها، أو النتائج الباهرة التي كشفت عن الأرضيات التي بنيت عليها القلعة، وبكل تاكيد فان نتائج هذه الحفريات ستؤدي إلى إعادة النظر في تأريخ الفترات التي أرخت بها قلعة بهلا حيث تم الكشف عن طبقات استيطانية مختلفة وعثر على تمثال مهشم من الفخار لفارس يمتطي جوادا، وهي تماثيل ذات تأثيرات ساسانية، وعثر على قطعة مزخرفة من الحجر الصابوني. وعثر على جرة كبيرة من الفخار لخزن التمور أو جمع العسل وقطع من الفخار المحلي والبورسلين الصيني.
وقد مر الحصن بأربع فترات ترميم أول هذه الترميمات كانت في العصر النبهاني، وربما كان ذلك في عهد الملوك المتأخرى ن منهم، أما الترميم الثاني فكان في عهد الإمام ناصر بن مرشد اليعربي (1034هـ - 1059هـ/ 1624 – 1649م) وقد ذكرت بعض الروايات بأن الحصن في عام 1610م قد تحول إلى أنقاض أي قبل ترميمه من قبل الإمام اليعربي، وكان الترميم الثالث في عهد الإمام عزان بن قيس البوسعيدي 1868م، في حين أن آخر هذه الترميمات تمت عندما أدرج الموقع ضمن قائمة التراث العالمي والحصن بشكله الرائع وأبراجه وأسواره العالية التي تجثم فوق الصخرة العالية تجعله أروع بناء تحصيني في عمان والخليج على الإطلاق.

## مواضيع متعلقة
- قلاع وحصون عمان
- قائمة مواقع التراث العالمي في آسيا
- مواقع التراث العالمي في سلطنة عمان

## = المصادر والمراجع
1. ↑  وصلة مرجع: http://whc.unesco.org/en/list/433.
2. ↑  Fort de Bahla, site de l'UNESCO. نسخة محفوظة 06 يوليو 2018 على موقع واي باك مشين.

- الدکتور: ادوارد، هندرسون، “ (ذکریات عن دولة الإمارات وسلطنة عمان) “، مطبعة موتیف ایت للنشر، مطبعة راشد، عجمان عام 1988 للميلاد.
- السلطان: قابوس، البوسعیدي،  موسوعة  دلیل الأعلام: مسقط، عام 1998 للميلاد.
- المعمری، بن معتوق، سالم.(«عمان 92») عام 1992 میلادی للميلاد.
- الدکتور: القاسمی، سلطان، بن محمد،  «(تقسیم الإمبراطوریة العُمانیة)»  . الطبعة الثانية، دبی: عام 1989 للميلاد.

## مواضيع متعلقة
- قلاع وحصون عمان

## وصلات خارجية
- القلاع والحصون من موقع وزارة الإعلام العمانية